# Бордолимова, Мария Юрьевна
Мария Юрьевна Ованесова[уточнить] (род. 9 августа 1998, Ашхабад) — российская хоккеистка на траве, нападающая клуба «Динамо-Гипронииавиапром». Мастер спорта России (2019).

## Биография
Воспитанница МБУ ДО ДЮСШ №2 (г. Крымск). Выступала до 2016 года за волгодонскую «Дончанку», сыграла 53 матча и забила 4 гола в разных турнирах. Позже перешла в команду «Динамо-ГАП» из Казани, в её составе выиграла Суперкубок России 29 апреля 2019 года (первый в истории розыгрыш), отличившись в серии послематчевых пенальти.
Сыграла 5 матчей за сборную до 18 лет. Чемпионка Европы среди юниоров 2014 года во втором дивизионе; в 2016 году участвовала в юниорском чемпионате Европы (высший дивизион) в Ирландии. Сыграла 10 матчей и забила 2 гола в сборной U-21, а в основной сборной в 28 играх забила 2 гола. В 2017 году в составе российской сборной вышла в высший дивизион чемпионата Европы; в том же году в составе молодёжной сборной выиграла второй дивизион чемпионата Европы. Заявлена на чемпионат Европы 2019 года (сыграла 5 матчей, Россия заняла 7-е место).